# Caroline Sagot Duvauroux
Pour les articles homonymes, voir Sagot-Duvauroux.
Caroline Sagot-Duvauroux, née à Paris le 31 mars 1952et morte à Crest le 28 juin 2024, est une poétesse française.

## Biographie
Caroline Sagot-Duvauroux est entrée dans la création culturelle comme comédienne de théâtre avant de se consacrer à la peinture et à la poésie.
Caroline Sagot Duvauroux a publié de nombreux recueils chez divers éditeurs (Unes, Barre parallèle, Ennemis de Paterne Berrichon) et  pour beaucoup chez la prestigieuse maison Corti.
“Avec des mots d’ici, des mots d’ailleurs, des mots qu’elle séduit, détourne ou réduit à merci, c’est la puissance de création de la poésie qu’elle célèbre. Sa capacité à arpenter ce qui se dérobe, à donner voix au perpétuel désir de métamorphose de la langue, et à cette part d’oracle qui, en toute parole, signe le frémissement d’un passage ou appelle à regarder vers d’autres horizons.”
“Une écriture dont la tension met en lumière les réalités inconnues dont nous sommes porteurs autant qu’elle dit la ruine du possible dans l’impossible. D’où ces mots toujours en passe de s’égarer et cette étrange sensation de déséquilibre toujours rattrapé in extremis ; d’où aussi cette forme d’obscurité symétrique à celle de l’être.”
Richard Blin |  Le Matricule des Anges
En 2012, elle est écrivain en résidence à la Maison Julien Gracq,.
Elle est en résidence à la Maison de la poésie de Rennes et Région Bretagne à l'automne 2017 (du 4 octobre au 29 novembre 2017).

## Œuvres
- La peur est bleue, Crest, France, Éditions Les Ennemis de Paterne Berrichon, 1996, 8 p.  (ISBN 2-911700-24-4)
- L’Arpenteur. Propos sur la peinture d'Aboud Mohsen, Crest, France, Éditions Les Ennemis de Paterne Berrichon, 1997, 9 p.  (ISBN 2-911700-32-5)
- Fantasmes, Crest, France, Éditions Les Ennemis de Paterne Berrichon, coll. « Le Chevau-léger », 1998, 31 p.  (ISBN 2-911700-30-9)
- Limpidités, Crest, France, Éditions Les Ennemis de Paterne Berrichon, coll. « Le Chevau-léger », 1998, 31 p.  (ISBN 2-911700-34-1)
- Comment dire ?, Crest, France, Éditions Les Ennemis de Paterne Berrichon, coll. « L’Orbe », 1999, 24 p.  (ISBN 2-911700-46-5)
- In petto, Crest, France, Éditions Les Ennemis de Paterne Berrichon, coll. « L’Orbe », 2000, 11 p. (BNF 37692336)
- Cinquante visages au lever le matin, Crest, France, Éditions Les Ennemis de Paterne Berrichon, coll. « Combien de mots cache une noix ? », 2000, 4 p. (BNF 37692342)
- Hourvari dans la lette, Paris, José Corti Éditions, 2002, 111 p.  (ISBN 2-7143-0775-2)[5]
- La Tuade, Crest, France, Éditions Les Ennemis de Paterne Berrichon, coll. « L’Orbe », 2002, 18 p. (BNF 39903971)
- Une boussole pour Annie, Crest, France, Éditions Les Ennemis de Paterne Berrichon, coll. « L'en cours », 2002, 47 p. (BNF 40010735)
- Atatao, Paris, José Corti Éditions, 2003, 159 p.  (ISBN 2-7143-0833-3)[6]
- Vielleicht, gravures d’Ena Lindenbaur, Crest, France, Éditions La Sétérée, 2003, 22 p. (BNF 39299939)
- Vol-ce-l'est, Paris, José Corti Éditions, 2004, 237 p.  (ISBN 2-7143-0865-1)[7]
- Voici le jour, Paris, José Corti Éditions, 2005, 22 p. (BNF 39996786)
- Köszönöm, Paris, José Corti Éditions, 2005, 157 p.  (ISBN 2-7143-0907-0)
- Ich 2, ill. d’Ena Lindenbaur, Crest, France, Éditions Les Ennemis de Paterne Berrichon, coll. « L’Orbe », 2006, 6 p. (BNF 40108993)
- Le Récit d'il neige, ill. d’Ena Lindenbaur, Crest, France, Éditions Les Ennemis de Paterne Berrichon, coll. « L’Orbe », 2006, 8 p. (BNF 40973087)
- Viellecht peut-être, ill. d’Ena Lindenbaur, Crest, France, Éditions Les Ennemis de Paterne Berrichon, coll. « L’Orbe », 2006, 7 p. (BNF 40973103)
- Cœur gros, Crest, France, Éditions Les Ennemis de Paterne Berrichon, coll. « L’Orbe », 2006, 4 p. (BNF 40973106)
- On demande la lune, Crest, France, Éditions Les Ennemis de Paterne Berrichon, coll. « L’Orbe », 2006, 43 p. (BNF 41005528)
- L’Amarre des signes, gouache de Marie Bauthias, Toulouse, France, Trident Neuf éditeur, 2007, 9 p. (BNF 41043106)
- Aa. Journal d'un poème, Paris, José Corti Éditions, 2007, 232 p.  (ISBN 978-2-7143-0958-7)[8]
- Le vent chaule, suivi de L’herbe écrit, Paris, José Corti Éditions, 2009, 189 p.  (ISBN 978-2-7143-1008-8)

- prix Théophile-Gautier de l'Académie, 2010.
- Le Buffre, Montpellier, France, Éditions Barre Parallèle, 2010, 66 p.  (ISBN 978-2-9526533-4-3)
- Le Livre d'El ; D’où, Paris, José Corti Éditions, 2012, 160 p.  (ISBN 978-2-7143-1097-2)
- J, Nice, Éditions Unes, 2015, 64 p.